# Choco, Mexiko
Choco är en ort i Mexiko.   Den ligger i kommunen Mitontic och delstaten Chiapas, i den sydöstra delen av landet, 700 km öster om huvudstaden Mexico City. Choco ligger 1 783 meter över havet och antalet invånare är 130.
Terrängen runt Choco är lite bergig. Runt Choco är det ganska tätbefolkat, med 134 invånare per kvadratkilometer. Närmaste större samhälle är San Cristóbal de las Casas, 14,6 km söder om Choco. Omgivningarna runt Choco är en mosaik av jordbruksmark och naturlig växtlighet.